# 圖斯

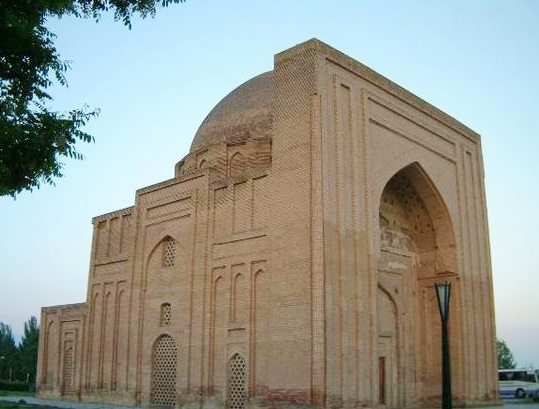
圖斯的歷史古蹟Haruniyeh Dome，有人說是安薩里之墓，但學者存疑

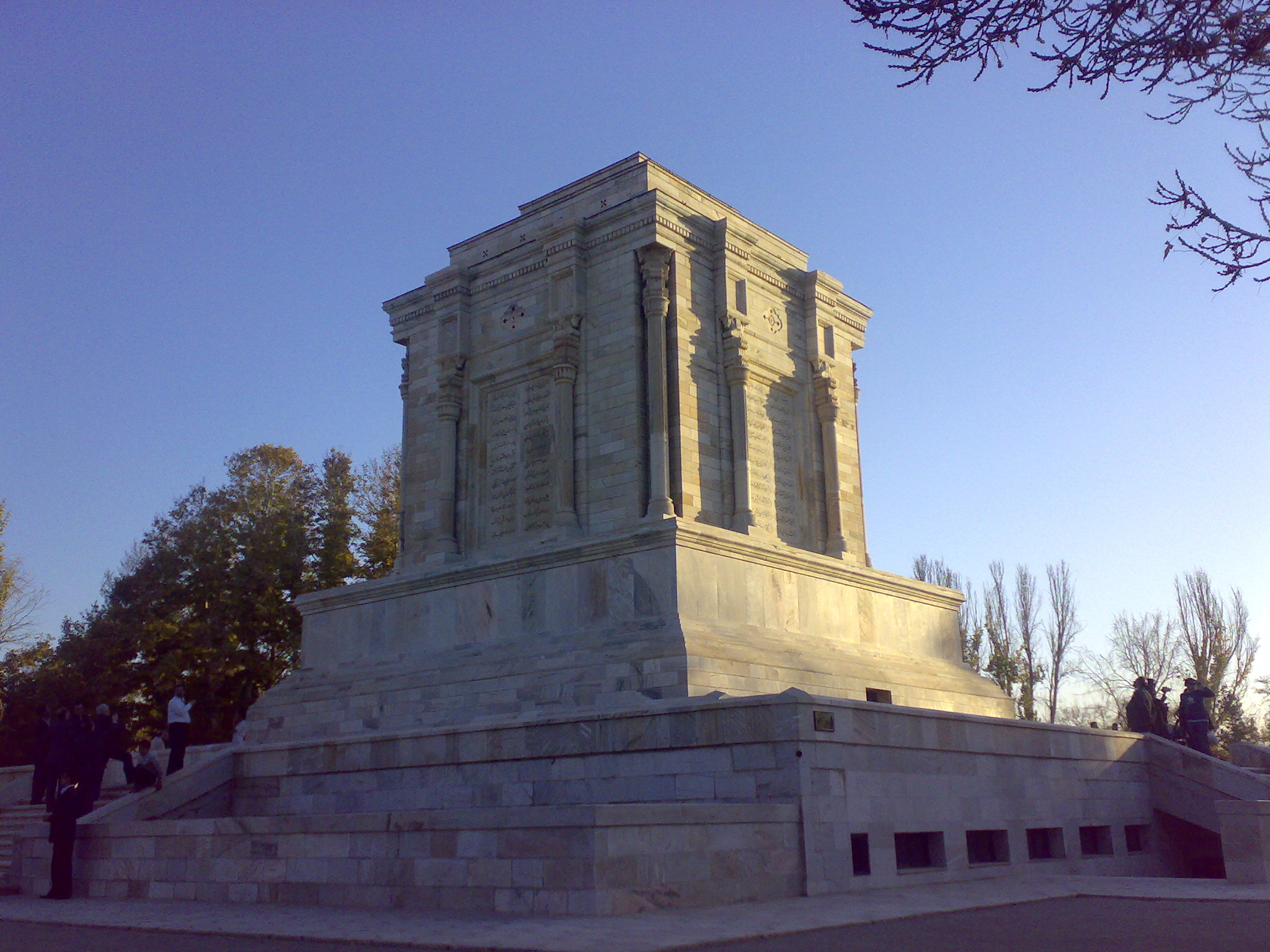
位於圖斯的菲爾多西之墓

圖斯是伊朗的古城，《元史》中称为徒思或途思，位於該國東北部，由禮薩呼羅珊省負責管轄，距離首府馬什哈德25公里，毗鄰與土庫曼接壤的邊境，海拔高度1,005米，該城在成吉思汗蒙古征服時期幾乎被摧毁。

## 外部連結
- Livius.org: Susia (Tus)

36°27′15″N 59°34′01″E / 36.45417°N 59.56694°E